# Csehország a 2002. évi téli olimpiai játékokon
Csehország az egyesült államokbeli Salt Lake Cityben megrendezett 2002. évi téli olimpiai játékok egyik részt vevő nemzete volt. Az országot az olimpián 13 sportágban 76 sportoló képviselte, akik összesen 3 érmet szereztek.

## Érmesek
| Érem  | Versenyző           | Sportág      | Versenyszám                |
| ----- | ------------------- | ------------ | -------------------------- |
| Arany | Aleš Valenta        | Síakrobatika | Férfi ugrás                |
| Ezüst | Kateřina Neumannová | Sífutás      | Női 15 km                  |
| Ezüst | Kateřina Neumannová | Sífutás      | Női 5 + 5 km üldözőverseny |

## Alpesisí
| Versenyző      | Versenyszám            | 1. futam      | 1. futam      | 2. futam      | 2. futam      | Összesítés    | Összesítés    |
| Versenyző      | Versenyszám            | Idő           | Hely.         | Idő           | Hely.         | Idő           | Helyezés      |
| -------------- | ---------------------- | ------------- | ------------- | ------------- | ------------- | ------------- | ------------- |
| Ondřej Bank    | Lesiklás               |               |               |               |               | 1:43,33       | 39.           |
| Ondřej Bank    | Műlesiklás             | 52,37         | 27.           | nem ért célba | nem ért célba | kiesett       | kiesett       |
| Ondřej Bank    | Óriás-műlesiklás       | nem ért célba | nem ért célba | kiesett       | kiesett       | kiesett       | kiesett       |
| Stanley Hayer  | Műlesiklás             | 51,97         | 25.           | 54,15         | 14.           | 1:46,12       | 15.           |
| Stanley Hayer  | Óriás-műlesiklás       | 1:14,69       | 30.           | 1:13,14       | 24.           | 2:27,83       | 25.           |
| Jan Holický    | Lesiklás               |               |               |               |               | 1:45,49       | 46.           |
| Jan Holický    | Műlesiklás             | nem ért célba | nem ért célba | kiesett       | kiesett       | kiesett       | kiesett       |
| Petr Záhrobský | Óriás-műlesiklás       | 1:15,82       | 40.           | 1:14,14       | 31.           | 2:29,96       | 31.           |
| Petr Záhrobský | Szuperóriás-műlesiklás |               |               |               |               | 1:25,67       | 24.           |
| Borek Zakouřil | Lesiklás               |               |               |               |               | 1:43,63       | 40.           |
| Borek Zakouřil | Óriás-műlesiklás       | 1:15,56       | 36.           | nem ért célba | nem ért célba | kiesett       | kiesett       |
| Borek Zakouřil | Szuperóriás-műlesiklás |               |               |               |               | nem ért célba | nem ért célba |

| Versenyző      | Versenyszám | Lesiklás | Lesiklás | Műlesiklás | Műlesiklás | Műlesiklás    | Műlesiklás    | Műlesiklás | Műlesiklás | Összesítés | Összesítés |
| Versenyző      | Versenyszám | Lesiklás | Lesiklás | 1. futam   | 1. futam   | 2. futam      | 2. futam      | Össz.      | Össz.      | Összesítés | Összesítés |
| Versenyző      | Versenyszám | Idő      | Hely.    | Idő        | Hely.      | Idő           | Hely.         | Idő        | Hely.      | Idő        | Helyezés   |
| -------------- | ----------- | -------- | -------- | ---------- | ---------- | ------------- | ------------- | ---------- | ---------- | ---------- | ---------- |
| Ondřej Bank    | Összetett   | 1:42,71  | 26.      | 48,25      | 9.         | nem ért célba | nem ért célba | kiesett    | kiesett    | kiesett    | kiesett    |
| Stanley Hayer  | Összetett   | 1:45,30  | 37.      | 47,15      | 7.         | 51,99         | 5.            | 1:39,14    | 5.         | 3:24,44    | 10.        |
| Jan Holický    | Összetett   | 1:42,85  | 28.      | 50,82      | 18.        | 57,48         | 22.           | 1:48,30    | 17.        | 3:31,15    | 20.        |
| Borek Zakouřil | Összetett   | 1:41,64  | 18.      | 49,52      | 13.        | 54,04         | 11.           | 1:43,56    | 12.        | 3:25,20    | 12.        |

Női
| Versenyző            | Versenyszám            | 1. futam      | 1. futam      | 2. futam      | 2. futam      | Összesítés    | Összesítés    |
| Versenyző            | Versenyszám            | Idő           | Hely.         | Idő           | Hely.         | Idő           | Helyezés      |
| -------------------- | ---------------------- | ------------- | ------------- | ------------- | ------------- | ------------- | ------------- |
| Lucie Hrstková       | Műlesiklás             | nem ért célba | nem ért célba | kiesett       | kiesett       | kiesett       | kiesett       |
| Lucie Hrstková       | Óriás-műlesiklás       | 1:18,87       | 27.           | nem ért célba | nem ért célba | kiesett       | kiesett       |
| Lucie Hrstková       | Szuperóriás-műlesiklás |               |               |               |               | 1:16,56       | 25.           |
| Eva Kurfürstová      | Műlesiklás             | 56,79         | 29.           | 57,40         | 21.           | 1:54,19       | 21.           |
| Eva Kurfürstová      | Óriás-műlesiklás       | 1:18,92       | 28.*          | 1:17,28       | 21.           | 2:36,20       | 23.           |
| Gabriela Martinovová | Lesiklás               |               |               |               |               | 1:44,25       | 30.           |
| Gabriela Martinovová | Szuperóriás-műlesiklás |               |               |               |               | nem ért célba | nem ért célba |
| Petra Zakouřilová    | Műlesiklás             | 56,22         | 26.           | nem ért célba | nem ért célba | kiesett       | kiesett       |
| Petra Zakouřilová    | Óriás-műlesiklás       | 1:19,07       | 31.           | 1:17,76       | 26.           | 2:36,83       | 27.           |

| Versenyző            | Versenyszám | Műlesiklás    | Műlesiklás    | Műlesiklás | Műlesiklás | Műlesiklás | Műlesiklás | Lesiklás | Lesiklás | Összesítés | Összesítés |
| Versenyző            | Versenyszám | 1. futam      | 1. futam      | 2. futam   | 2. futam   | Össz.      | Össz.      | Lesiklás | Lesiklás | Összesítés | Összesítés |
| Versenyző            | Versenyszám | Idő           | Hely.         | Idő        | Hely.      | Idő        | Hely.      | Idő      | Hely.    | Idő        | Helyezés   |
| -------------------- | ----------- | ------------- | ------------- | ---------- | ---------- | ---------- | ---------- | -------- | -------- | ---------- | ---------- |
| Lucie Hrstková       | Összetett   | nem ért célba | nem ért célba | kiesett    | kiesett    | kiesett    | kiesett    | kiesett  | kiesett  | kiesett    | kiesett    |
| Gabriela Martinovová | Összetett   | 50,78         | 26.           | 48,71      | 27.        | 1:39,49    | 26.        | 1:19,17  | 19.      | 2:58,66    | 23.        |
| Petra Zakouřilová    | Összetett   | 47,35         | 13.           | 44,58      | 9.         | 1:31,93    | 11.        | 1:19,90  | 23.      | 2:51,83    | 16.        |

* - egy másik versenyzővel azonos eredményt ért el

## Biatlon
Férfi
| Versenyző                                           | Versenyszám           | Lövőhiba    | Időeredmény | Helyezés |
| --------------------------------------------------- | --------------------- | ----------- | ----------- | -------- |
| Roman Dostál                                        | 10 km sprint          | 2 (0+2)     | 27:04,9     | 34.      |
| Roman Dostál                                        | 12,5 km üldözőverseny | 6 (1+1+1+3) | 37:26,8     | 44.      |
| Roman Dostál                                        | 20 km egyéni          | 4 (0+1+0+3) | 56:19,6     | 35.*     |
| Petr Garabík                                        | 10 km sprint          | 2 (0+2)     | 27:30,9     | 47.      |
| Petr Garabík                                        | 20 km egyéni          | 2 (1+1+0+0) | 55:12,2     | 25.      |
| Tomáš Holubec                                       | 10 km sprint          | 1 (0+1)     | 27:01,8     | 32.      |
| Tomáš Holubec                                       | 12,5 km üldözőverseny | 6 (2+1+1+2) | 37:31,1     | 45.      |
| Ivan Masařík                                        | 20 km egyéni          | 3 (1+1+0+1) | 56:40,6     | 42.      |
| Zdeněk Vítek                                        | 10 km sprint          | 1 (0+1)     | 26:14,0     | 14.      |
| Zdeněk Vítek                                        | 12,5 km üldözőverseny | 3 (0+1+0+2) | 34:21,0     | 17.      |
| Zdeněk Vítek                                        | 20 km egyéni          | 6 (1+1+2+2) | 58:07,9     | 57.      |
| Petr Garabík Ivan Masařík Roman Dostál Zdeněk Vítek | 4 × 7,5 km váltó      | 0+12        | 1:26:36,1   | 5.       |

Női
| Versenyző                                                                       | Versenyszám         | Lövőhiba    | Időeredmény | Helyezés |
| ------------------------------------------------------------------------------- | ------------------- | ----------- | ----------- | -------- |
| Eva Háková                                                                      | 7,5 km sprint       | 1 (1+0)     | 23:09,4     | 34.      |
| Eva Háková                                                                      | 10 km üldözőverseny | 2 (0+1+0+1) | 34:20,1     | 25.      |
| Eva Háková                                                                      | 15 km egyéni        | 3 (1+1+0+1) | 52:11,0     | 35.      |
| Kateřina Losmanová-Holubcová                                                    | 7,5 km sprint       | 2 (0+2)     | 23:14,6     | 39.      |
| Kateřina Losmanová-Holubcová                                                    | 10 km üldözőverseny | 2 (1+1+0+0) | 34:04,7     | 22.      |
| Kateřina Losmanová-Holubcová                                                    | 15 km egyéni        | 3 (1+1+1+0) | 50:42,0     | 19.      |
| Irena Novotná-Česneková                                                         | 7,5 km sprint       | 0 (0+0)     | 22:33,5     | 22.      |
| Irena Novotná-Česneková                                                         | 10 km üldözőverseny | 3 (1+1+1+0) | 34:41,7     | 31.      |
| Irena Novotná-Česneková                                                         | 15 km egyéni        | 2 (0+0+2+0) | 51:28,0     | 28.      |
| Magda Rezlerová                                                                 | 7,5 km sprint       | 2 (1+1)     | 23:05,0     | 32.      |
| Magda Rezlerová                                                                 | 10 km üldözőverseny | 4 (1+1+1+1) | 35:02,9     | 34.      |
| Zdeňka Vejnarová                                                                | 15 km egyéni        | 1 (0+0+0+1) | 50:54,7     | 23.      |
| Kateřina Losmanová-Holubcová Magda Rezlerová Irena Novotná-Česneková Eva Háková | 4 × 7,5 km váltó    | 0+8         | 1:31:07,6   | 8.       |

* - egy másik versenyzővel azonos eredményt ért el

## Bob
Férfi
| Versenyző                                                           | Versenyszám | 1. futam | 1. futam | 2. futam | 2. futam | 3. futam | 3. futam | 4. futam | 4. futam | Összesítés | Összesítés |
| Versenyző                                                           | Versenyszám | Idő      | Hely.    | Idő      | Hely.    | Idő      | Hely.    | Idő      | Hely.    | Idő        | Helyezés   |
| ------------------------------------------------------------------- | ----------- | -------- | -------- | -------- | -------- | -------- | -------- | -------- | -------- | ---------- | ---------- |
| Jan Kobián Pavel Puškár                                             | Kettes      | 48,22    | 16.      | 48,03    | 10.*     | 48,35    | 18.*     | 48,50    | 21.*     | 3:13,10    | 19.        |
| Ivo Danilevič Roman Gomola                                          | Kettes      | 48,19    | 15.      | 48,28    | 20.      | 48,35    | 18.*     | 48,26    | 16.      | 3:13,08    | 16.*       |
| Pavel Puškár Milan Studnička Peter Kondrát Ivo Danilevič Jan Kobián | Négyes      | 47,23    | 19.      | 47,17    | 15.      | 47,58    | 13.      | 47,95    | 14.      | 3:09,93    | 15.        |

* - egy másik csapattal azonos eredményt ért el

## Északi összetett
| Versenyző                                             | Versenyszám        | Síugrás | Síugrás | Síugrás    | Sífutás | Sífutás | Összesítés | Összesítés |
| Versenyző                                             | Versenyszám        | Pont    | Hely.   | Időhátrány | Idő     | Hely.   | Idő        | Helyezés   |
| ----------------------------------------------------- | ------------------ | ------- | ------- | ---------- | ------- | ------- | ---------- | ---------- |
| Pavel Churavý                                         | Normálsánc + 15 km | 228,5   | 16.     | +3:15      | 39:56,3 | 25.     | 43:11,3    | 16.        |
| Pavel Churavý                                         | Nagysánc + 7,5 km  | 102,5   | 21.     | +1:20      | 16:38,0 | 13.     | 17:58,0    | 15.        |
| Milan Kučera                                          | Normálsánc + 15 km | 182,0   | 44.     | +7:08      | 41:24,4 | 39.     | 48:32,4    | 41.        |
| Milan Kučera                                          | Nagysánc + 7,5 km  | 100,2   | 26.     | +1:29      | 17:44,5 | 36.     | 19:13,5    | 35.        |
| Ladislav Rygl                                         | Normálsánc + 15 km | 189,5   | 41.*    | +6:30      | 39:36,5 | 21.     | 46:06,5    | 39.        |
| Petr Šmejc                                            | Normálsánc + 15 km | 223,5   | 19.*    | +3:40      | 45:33,7 | 44.     | 49:13,7    | 43.        |
| Petr Šmejc                                            | Nagysánc + 7,5 km  | 110,4   | 10.     | +0:50      | 17:41,9 | 34.     | 18:31,9    | 24.        |
| Petr Šmejc Milan Kučera Lukáš Heřmanský Pavel Churavý | Csapat             | 892,0   | 6.      | +1:53      | 51:35,8 | 9.      | 53:28,8    | 9.         |

* - egy másik versenyzővel azonos eredményt ért el

## Gyorskorcsolya
Férfi
| Versenyző    | Versenyszám | Eredmény | Helyezés |
| ------------ | ----------- | -------- | -------- |
| David Kramár | 1000 m      | 1:14,05  | 43.      |

## Jégkorong

### Férfi
| Cseh nemzeti férfi jégkorongcsapat-játékoskeret | Cseh nemzeti férfi jégkorongcsapat-játékoskeret | Cseh nemzeti férfi jégkorongcsapat-játékoskeret | Cseh nemzeti férfi jégkorongcsapat-játékoskeret | Cseh nemzeti férfi jégkorongcsapat-játékoskeret | Cseh nemzeti férfi jégkorongcsapat-játékoskeret | Cseh nemzeti férfi jégkorongcsapat-játékoskeret |
| #                                               | Név                                             | Poszt                                           | Magasság                                        | Súly                                            | Kor                                             | Klub                                            |
| ----------------------------------------------- | ----------------------------------------------- | ----------------------------------------------- | ----------------------------------------------- | ----------------------------------------------- | ----------------------------------------------- | ----------------------------------------------- |
| 3                                               | Milan Hnilicka                                  | K                                               | 183                                             | 83                                              | 1973. június 25. (28 évesen)                    | Atlanta Thrashers                               |
| 23                                              | Roman Cechmanek                                 | K                                               | 19                                              | 85                                              | 1971. március 2. (30 évesen)                    | Philadelphia Flyers                             |
| 39                                              | Dominik Hašek                                   | K                                               | 185                                             | 80                                              | 1965. január 29. (37 évesen)                    | Detroit Red Wings                               |
| 4                                               | Roman Hamrlík                                   | V                                               | 188                                             | 92                                              | 1974. április 12. (27 évesen)                   | New York Islanders                              |
| 6                                               | Jaroslav Špaček                                 | V                                               | 184                                             | 90                                              | 1974. február 11. (27 évesen)                   | Chicago Blackhawks                              |
| 13                                              | Pavel Kubina                                    | V                                               | 196                                             | 104                                             | 1977. április 15. (24 évesen)                   | Tampa Bay Lightning                             |
| 15                                              | Tomáš Kaberle                                   | V                                               | 184                                             | 85                                              | 1978. március 2. (23 évesen)                    | Toronto Maple Leafs                             |
| 29                                              | Michal Sýkora                                   | V                                               | 196                                             | 108                                             | 1973. július 5. (28 évesen)                     | HC Pardubice                                    |
| 41                                              | Martin Škoula                                   | V                                               | 19                                              | 96                                              | 1979. október 28. (22 évesen)                   | Colorado Avalanche                              |
| 42                                              | Richard Šmehlík                                 | V                                               | 19                                              | 100                                             | 1970. január 23. (32 évesen)                    | Buffalo Sabres                                  |
| 9                                               | Martin Havlát                                   | T                                               | 184                                             | 86                                              | 1981. április 19. (20 évesen)                   | Ottawa Senators                                 |
| 10                                              | Pavel Patera                                    | T                                               | 187                                             | 80                                              | 1971. szeptember 6. (30 évesen)                 | Avangard Omszk                                  |
| 16                                              | Petr Čajánek                                    | T                                               | 18                                              | 82                                              | 1975. augusztus 18. (26 évesen)                 | HC Continental Zlin                             |
| 17                                              | Petr Sýkora                                     | T                                               | 183                                             | 86                                              | 1976. november 19. (25 évesen)                  | New Jersey Devils                               |
| 19                                              | Radek Dvořák                                    | T                                               | 188                                             | 86                                              | 1977. március 9. (24 évesen)                    | New York Rangers                                |
| 20                                              | Robert Lang                                     | T                                               | 188                                             | 86                                              | 1970. december 19. (31 évesen)                  | Pittsburgh Penguins                             |
| 21                                              | Robert Reichel                                  | T                                               | 178                                             | 85                                              | 1971. június 25. (30 évesen)                    | Toronto Maple Leafs                             |
| 24                                              | Milan Hejduk                                    | T                                               | 183                                             | 82                                              | 1976. február 14. (25 évesen)                   | Colorado Avalanche                              |
| 25                                              | Patrik Eliáš                                    | T                                               | 185                                             | 86                                              | 1976. április 13. (25 évesen)                   | New Jersey Devils                               |
| 26                                              | Martin Ručinský                                 | T                                               | 183                                             | 81                                              | 1971. március 11. (30 évesen)                   | Dallas Stars                                    |
| 30                                              | Jiří Dopita                                     | T                                               | 193                                             | 97                                              | 1968. december 2. (33 évesen)                   | Philadelphia Flyers                             |
| 38                                              | Jan Hrdina                                      | T                                               | 183                                             | 90                                              | 1976. február 5. (26 évesen)                    | Pittsburgh Penguins                             |
| 68                                              | Jaromír Jágr                                    | T                                               | 191                                             | 98                                              | 1972. február 15. (29 évesen)                   | Washington Capitals                             |
| Vezetőedző: Josef Augusta                       | Vezetőedző: Josef Augusta                       | Vezetőedző: Josef Augusta                       | Vezetőedző: Josef Augusta                       | Vezetőedző: Josef Augusta                       | 1946. november 24. (55 évesen)                  | 1946. november 24. (55 évesen)                  |

- Posztok rövidítései: K – Kapus, V – Védő, T – Támadó
- Kor: 2002. február 9-i kora

#### Eredmények
Csoportkör
C csoport
| Csapat      | M | Gy | V | D | G+ | G– | Gk  | P |
| ----------- | - | -- | - | - | -- | -- | --- | - |
| Svédország  | 3 | 3  | 0 | 0 | 14 | 4  | +10 | 6 |
| Csehország  | 3 | 1  | 1 | 1 | 12 | 7  | +5  | 3 |
| Kanada      | 3 | 1  | 1 | 1 | 8  | 10 | −2  | 3 |
| Németország | 3 | 0  | 3 | 0 | 5  | 18 | −13 | 0 |

| 2002. február 15. | Csehország (CZE) | 8 – 2 (3–0, 3–1, 2–1) | Németország | Peaks Ice Arena, Provo Nézőszám: 6303 |

|  |  |  |  |  |
|  |  |  |  |  |
|  |  |  |  |  |
|  |  |  |  |  |

| 2002. február 17. | Svédország (SWE) | 2 – 1 (1–0, 1–1, 0–0) | Csehország | E Center, West Valley City Nézőszám: 8599 |

|  |  |  |  |  |
|  |  |  |  |  |
|  |  |  |  |  |
|  |  |  |  |  |

| 2002. február 18. | Csehország (CZE) | 3 – 3 (1–1, 1–1, 1–1) | Kanada | E Center, West Valley City Nézőszám: 8599 |

|  |  |  |  |  |
|  |  |  |  |  |
|  |  |  |  |  |
|  |  |  |  |  |

Negyeddöntő
| 2002. február 20. | Csehország (CZE) | 0 – 1 (0–0, 0–1, 0–0) | Oroszország | Peaks Ice Arena, Provo Nézőszám: 5219 |

|  |  |  |  |  |
|  |  |  |  |  |
|  |  |  |  |  |
|  |  |  |  |  |

| Csapat     | Helyezés |
| ---------- | -------- |
| Csehország | 8.       |

## Műkorcsolya
| Versenyző                       | Versenyszám | Rövid program     | Rövid program | Rövid program | Kűr               | Kűr   | Kűr         | Összesítés         | Összesítés |
| Versenyző                       | Versenyszám | Több. hely. száma | Hely.         | Hely. pont.   | Több. hely. száma | Hely. | Hely. pont. | Helyezési pontszám | Helyezés   |
| ------------------------------- | ----------- | ----------------- | ------------- | ------------- | ----------------- | ----- | ----------- | ------------------ | ---------- |
| Kateřina Beránková Otto Dlabola | Páros       | 5×7+              | 7.            | 3,5           | 7×8+              | 8.    | 8,0         | 11,5               | 8.         |

| Versenyző                       | Versenyszám | Kötelező tánc 1   | Kötelező tánc 1 | Kötelező tánc 1 | Kötelező tánc 2   | Kötelező tánc 2 | Kötelező tánc 2 | Eredeti (original) tánc | Eredeti (original) tánc | Eredeti (original) tánc | Kűr               | Kűr   | Kűr         | Összesítés         | Összesítés |
| Versenyző                       | Versenyszám | Több. hely. száma | Hely.           | Hely. pont.     | Több. hely. száma | Hely.           | Hely. pont.     | Több. hely. száma       | Hely.                   | Hely. pont.             | Több. hely. száma | Hely. | Hely. pont. | Helyezési pontszám | Helyezés   |
| ------------------------------- | ----------- | ----------------- | --------------- | --------------- | ----------------- | --------------- | --------------- | ----------------------- | ----------------------- | ----------------------- | ----------------- | ----- | ----------- | ------------------ | ---------- |
| Kateřina Kovalová David Szurman | Jégtánc     | 9×22+             | 21.             | 4,2             | 5×21+             | 21.             | 4,2             | 7×20+                   | 20.                     | 12,0                    | 8×20+             | 20.   | 20,0        | 40,4               | 20.        |

## Rövidpályás gyorskorcsolya
Női
| Versenyző        | Versenyszám | Előfutam | Előfutam | Negyeddöntő | Negyeddöntő | Elődöntő | Elődöntő | B döntő | B döntő | Döntő   | Döntő   | Helyezés |
| Versenyző        | Versenyszám | Idő      | Hely.    | Idő         | Hely.       | Idő      | Hely.    | Idő     | Hely.   | Idő     | Hely.   | Helyezés |
| ---------------- | ----------- | -------- | -------- | ----------- | ----------- | -------- | -------- | ------- | ------- | ------- | ------- | -------- |
| Kateřina Novotná | 500 m       | 47,122   | 4.       | kiesett     | kiesett     | kiesett  | kiesett  | kiesett | kiesett | kiesett | kiesett | 27.      |
| Kateřina Novotná | 1000 m      | 1:42,495 | 4.       | kiesett     | kiesett     | kiesett  | kiesett  | kiesett | kiesett | kiesett | kiesett | 26.      |
| Kateřina Novotná | 1500 m      | 2:35,438 | 3.       |             |             | 2:35,085 | 5.       | kiesett | kiesett | kiesett | kiesett | 15.      |

## Síakrobatika
Ugrás
| Versenyző    | Versenyszám | Selejtező | Selejtező | Döntő  | Döntő    |
| Versenyző    | Versenyszám | Pont      | Helyezés  | Pont   | Helyezés |
| ------------ | ----------- | --------- | --------- | ------ | -------- |
| Aleš Valenta | Férfi       | 234,51    | 8.        | 257,02 |          |

Mogul
| Versenyző     | Versenyszám | Selejtező | Selejtező | Döntő   | Döntő    |
| Versenyző     | Versenyszám | Pont      | Helyezés  | Pont    | Helyezés |
| ------------- | ----------- | --------- | --------- | ------- | -------- |
| Nikola Sudová | Női         | 21,49     | 19.       | kiesett | kiesett  |

## Sífutás
Férfi
| Versenyző                                       | Versenyszám     | Selejtező | Selejtező | Negyeddöntő | Negyeddöntő | Elődöntő | Elődöntő | B döntő | B döntő | Döntő     | Döntő    |
| Versenyző                                       | Versenyszám     | Idő       | Hely.     | Idő         | Hely.       | Idő      | Hely.    | Idő     | Hely.   | Idő       | Helyezés |
| ----------------------------------------------- | --------------- | --------- | --------- | ----------- | ----------- | -------- | -------- | ------- | ------- | --------- | -------- |
| Lukáš Bauer                                     | 30 km           |           |           |             |             |          |          |         |         | 1:12:22,3 | 6.       |
| Lukáš Bauer                                     | 50 km           |           |           |             |             |          |          |         |         | 2:10:41,9 | 8.       |
| Martin Koukal                                   | Sprint          | 2:52,09   | 8.        | 3:02,6      | 3.          | kiesett  | kiesett  | kiesett | kiesett | kiesett   | 10.      |
| Martin Koukal                                   | 30 km           |           |           |             |             |          |          |         |         | 1:14:25,9 | 20.      |
| Jiří Magál                                      | 15 km           |           |           |             |             |          |          |         |         | 39:48,6   | 29.      |
| Jiří Magál                                      | 30 km           |           |           |             |             |          |          |         |         | 1:17:18,3 | 43.      |
| Jiří Magál                                      | 50 km           |           |           |             |             |          |          |         |         | 2:15:06,8 | 19.      |
| Petr Michl                                      | 15 km           |           |           |             |             |          |          |         |         | 40:00,2   | 34.      |
| Petr Michl                                      | 30 km           |           |           |             |             |          |          |         |         | 1:14:40,0 | 24.      |
| Petr Michl                                      | 50 km           |           |           |             |             |          |          |         |         | 2:23:43,3 | 42.      |
| Milan Šperl                                     | 15 km           |           |           |             |             |          |          |         |         | 41:16,7   | 45.      |
| Milan Šperl                                     | 50 km           |           |           |             |             |          |          |         |         | 2:28:28,8 | 49.      |
| Martin Koukal Jiří Magál Lukáš Bauer Petr Michl | 4 × 10 km váltó |           |           |             |             |          |          |         |         | 1:35:31,3 | 7.       |

| Versenyző     | Versenyszám              | 10 km klasszikus | 10 km klasszikus | 10 km szabad | 10 km szabad | Helyezés |
| Versenyző     | Versenyszám              | Idő              | Hely.            | Időhátrány   | Idő          | Helyezés |
| ------------- | ------------------------ | ---------------- | ---------------- | ------------ | ------------ | -------- |
| Lukáš Bauer   | 10 + 10 km üldözőverseny | 27:03,7          | 20.              | +0:56        | 24:16,3      | 12.      |
| Martin Koukal | 10 + 10 km üldözőverseny | 28:26,9          | 51.              | +2:19        | 26:17,8      | 44.      |
| Milan Šperl   | 10 + 10 km üldözőverseny | 29:04,6          | 57.              | +2:57        | 27:33,7      | 52.      |

Női
| Versenyző                                                                       | Versenyszám    | Selejtező | Selejtező | Negyeddöntő | Negyeddöntő | Elődöntő | Elődöntő | B döntő | B döntő | Döntő     | Döntő    |
| Versenyző                                                                       | Versenyszám    | Idő       | Hely.     | Idő         | Hely.       | Idő      | Hely.    | Idő     | Hely.   | Idő       | Helyezés |
| ------------------------------------------------------------------------------- | -------------- | --------- | --------- | ----------- | ----------- | -------- | -------- | ------- | ------- | --------- | -------- |
| Helena Balatková-Erbenová                                                       | Sprint         | 3:29,23   | 42.       | kiesett     | kiesett     | kiesett  | kiesett  | kiesett | kiesett | kiesett   | 42.      |
| Helena Balatková-Erbenová                                                       | 15 km          |           |           |             |             |          |          |         |         | 44:17,8   | 41.      |
| Ilona Bublová                                                                   | Sprint         | 3:29,35   | 43.       | kiesett     | kiesett     | kiesett  | kiesett  | kiesett | kiesett | kiesett   | 43.      |
| Ilona Bublová                                                                   | 10 km          |           |           |             |             |          |          |         |         | 32:32,8   | 49.      |
| Ilona Bublová                                                                   | 15 km          |           |           |             |             |          |          |         |         | 47:31,8   | 51.      |
| Kateřina Hanušová                                                               | 15 km          |           |           |             |             |          |          |         |         | 42:15,7   | 20.      |
| Kateřina Hanušová                                                               | 30 km          |           |           |             |             |          |          |         |         | 1:48:52,6 | 40.      |
| Kateřina Neumannová                                                             | Sprint         | 3:12,76   | 1.        | 3:18,9      | 4.          | kiesett  | kiesett  | kiesett | kiesett | kiesett   | 13.      |
| Kateřina Neumannová                                                             | 15 km          |           |           |             |             |          |          |         |         | 40:01,3   |          |
| Kamila Rajdlová                                                                 | 10 km          |           |           |             |             |          |          |         |         | 30:17,9   | 26.      |
| Kamila Rajdlová                                                                 | 30 km          |           |           |             |             |          |          |         |         | 1:41:57,7 | 27.      |
| Helena Balatková-Erbenová Kamila Rajdlová Kateřina Neumannová Kateřina Hanušová | 4 × 5 km váltó |           |           |             |             |          |          |         |         | 50:35,2   | 4.       |

| Versenyző                 | Versenyszám            | 5 km klasszikus | 5 km klasszikus | 5 km szabad | 5 km szabad | Helyezés |
| Versenyző                 | Versenyszám            | Idő             | Hely.           | Időhátrány  | Idő         | Helyezés |
| ------------------------- | ---------------------- | --------------- | --------------- | ----------- | ----------- | -------- |
| Helena Balatková-Erbenová | 5 + 5 km üldözőverseny | 14:20,6         | 41.             | +1:21       | 14:07,6     | 42.      |
| Kateřina Hanušová         | 5 + 5 km üldözőverseny | 14:55,0         | 62.             | kiesett     | kiesett     | kiesett  |
| Kateřina Neumannová       | 5 + 5 km üldözőverseny | 13:27,6         | 6.              | +0:28       | 12:11,8     |          |
| Kamila Rajdlová           | 5 + 5 km üldözőverseny | 14:11,1         | 32.*            | +1:12       | 14:11,4     | 45.      |

* - egy másik versenyzővel azonos eredményt ért el

## Síugrás
| Versenyző                                        | Versenyszám | Selejtező | Selejtező | 1. ugrás | 1. ugrás | 2. ugrás | 2. ugrás | Összesítés | Összesítés |
| Versenyző                                        | Versenyszám | Pont      | Hely.     | Pont     | Hely.    | Pont     | Hely.    | Pont       | Helyezés   |
| ------------------------------------------------ | ----------- | --------- | --------- | -------- | -------- | -------- | -------- | ---------- | ---------- |
| Michal Doležal                                   | Normálsánc  | 91,5      | 36.*      | 82,5     | 50.      | kiesett  | kiesett  | kiesett    | kiesett    |
| Michal Doležal                                   | Nagysánc    | 73,1      | 41.*      | kiesett  | kiesett  | kiesett  | kiesett  | kiesett    | kiesett    |
| Jakub Janda                                      | Normálsánc  | 92,5      | 34.       | 103,0    | 39.      | kiesett  | kiesett  | kiesett    | kiesett    |
| Jakub Janda                                      | Nagysánc    | 89,4      | 29.       | 91,3     | 44.      | kiesett  | kiesett  | kiesett    | kiesett    |
| Jan Matura                                       | Normálsánc  | 95,5      | 32.       | 91,5     | 47.      | kiesett  | kiesett  | kiesett    | kiesett    |
| Jan Matura                                       | Nagysánc    | 79,5      | 37.       | kiesett  | kiesett  | kiesett  | kiesett  | kiesett    | kiesett    |
| Jan Mazoch                                       | Normálsánc  | 110,0     | 19.       | 108,5    | 35.      | kiesett  | kiesett  | kiesett    | kiesett    |
| Jan Mazoch                                       | Nagysánc    | 96,8      | 23.*      | 102,7    | 36.      | kiesett  | kiesett  | kiesett    | kiesett    |
| Jan Matura Michal Doležal Jan Mazoch Jakub Janda | Csapat      |           |           | 368,0    | 12.      | 356,6    | 11.      | 724,6      | 12.        |

* - egy másik versenyzővel azonos eredményt ért el

## Szánkó
| Versenyző       | Versenyszám | 1. futam | 1. futam | 2. futam | 2. futam | 3. futam | 3. futam | 4. futam | 4. futam | Összesítés | Összesítés |
| Versenyző       | Versenyszám | Idő      | Hely.    | Idő      | Hely.    | Idő      | Hely.    | Idő      | Hely.    | Idő        | Helyezés   |
| --------------- | ----------- | -------- | -------- | -------- | -------- | -------- | -------- | -------- | -------- | ---------- | ---------- |
| Michal Kvíčala  | Férfi egyes | 46,659   | 37.      | 45,932   | 30.      | 46,001   | 33.      | 45,681   | 29.      | 3:04,273   | 30.        |
| Markéta Jeriová | Női egyes   | 44,710   | 27.      | 43,764   | 13.      | 43,845   | 14.      | 43,811   | 12.      | 2:56,130   | 19.        |

## Szkeleton
| Versenyző     | Versenyszám | 1. futam | 1. futam | 2. futam | 2. futam | Összesítés | Összesítés |
| Versenyző     | Versenyszám | Idő      | Hely.    | Idő      | Hely.    | Idő        | Helyezés   |
| ------------- | ----------- | -------- | -------- | -------- | -------- | ---------- | ---------- |
| Josef Chuchla | Férfi       | 54,02    | 23.      | 54,64    | 24.      | 1:48,66    | 24.        |